# 庫姆勒 (伊利諾伊州)
庫姆納（英語：Kumler）是位於美國伊利諾伊州麥克萊恩縣的一個鬼鎮。由於此地已於2000年被荒廢，本地已無人居住。

## 地理
庫姆納的座標為40°17′59″N 88°34′41″W / 40.29972°N 88.57806°W，而該地的平均海拔高度為224米（即735英尺）。